# Aïn Kercha
Aïn Kercha (em árabe: عين كرشة) é uma comuna localizada na província de Oum El Bouaghi, Argélia. De acordo com o censo de 2008, a população total da cidade era de 32 377 habitantes.